# Tokió Mono Hara Si: Karaszu no Mori Gakuen Kitan
A Tokió Mono Hara Si: Karaszu no Mori Gakuen Kitan (東京鬼祓師 鴉乃杜學園奇譚) egy kaland szerepjáték, amit az Atlus fejlesztett és adott ki PlayStation Portable kézikonzolra. A játék 2010. április 22-én jelent meg Japánban. A Tokió Mono Hara Si: Karaszu no Mori Gakuen Kitan a Tokió Madzsin Gakuen sorozat spin-offja.

## Játékmenet
A játék a vizuális novellák és a dungeon crawlerek kombinációja.
Amikor a játékos az iskolában van, akkor beszélgethet az osztálytársaival, miközben elátkozott hanafuda kártyák után nyomoz. Az „érzelmi beviteli rendszer” segítségével a játékos érzelmek kiválasztásával válaszolhat a beszélgetések során és köthet barátságot a mellékszereplőkkel.

## Cselekmény

### Történet
A játék történetének középpontjában egy csapat középiskolás diák áll, akik elátkozott hanafuda kártyákat gyűjtenek be, amik „rejtett embereket”; azaz démonokat szabadítanak az emberek világára.

## Zene

### Főcímzene
- Nyitó dal: Kirifuda (キリフダ; Adukártya?)

Szerezte Csucsija Kenicsi, énekelte Tomacu Haruka
- Záró dal: Izanai no Uta (誘の訴; A meghívás dala?)

Szerezte Kitadzsoh Acusi, énekelte Tomacu Haruka

## Dráma CD-k
Az első dráma CD-t 2010. június 23-án, míg a másodikat 2010. július 22-én adta ki a Frontier Works Japánban.